# Cratere Lucaya
Lucaya  è un cratere sulla superficie di Marte.